# Caco e Tasone
Caco (o Kakko o Cacco) e Tasone (o Tasso o Taso) furono duchi del Friuli tra il 610 e il 615-625 circa.

## Biografia
Caco e Tasone erano i figli maggiori del duca Gisulfo II del Friuli e di Romilda, già adolescenti quando il padre cadde in battaglia contro gli Avari e la madre tradì, consegnando ai nemici la capitale Cividale che fin lì aveva retto all'assedio. Fatti prigionieri, furono condotti come tutti i Longobardi catturati dagli Avari in Pannonia; giunti nella terra lasciata dal loro popolo ai tempi di Alboino, appresero l'intenzione dei loro nemici di uccidere tutti i maschi maggiorenni, dopo essersi spartiti le donne e i bambini come schiavi. Caco, Tasone e il più grande dei loro fratelli ancora bambini, Radoaldo, tentarono allora la fuga a cavallo. Uno di loro temette che il fratellino più piccolo, Grimoaldo, non fosse in grado di sostenere la cavalcata e fece per ucciderlo, ritenendo "che era meglio per lui morire di spada che sopportare il giogo della prigionia". Il piccolo Grimoaldo, tuttavia, lo convinse a desistere, dimostrandogli di saper cavalcare. Catturato nuovamente, riuscì a uccidere il suo carceriere e a ricongiungersi con i fratelli.
Caco e Tasone assunsero il governo del ducato e lo espansero a danno degli Slavi, che da allora furono costretti fino ai tempi di Rachis a versare un tributo ai Longobardi. I due fratelli ricercarono un'alleanza con i bizantini come il padre, ma caddero in un'imboscata tesa loro nella città di Oderzo dal patrizio bizantino Gregorio. Questi aveva promesso a Tasone di adottarlo come figlio, con il rito del taglio della barba; il duca lo raggiunse insieme al fratello e a una piccola scorta. Appena arrivati a Oderzo, Gregorio fece chiudere le porte della città e inviò i suoi armati contro i Longobardi. I fratelli compresero immediatamente la situazione, si prepararono a combattere e si scambiarono il bacio della pace e l'ultimo saluto. Si dispersero quindi per le strade, uccidendo chiunque si trovassero davanti e, scrive Paolo Diacono, "facendo grande strage dei Romani; ma alla fine anche loro furono uccisi". Gregorio mantenne comunque la sua promessa: ordinò che gli portassero la testa di Tasone e gli tagliò la barba.
All'epoca la città di Oderzo era retta dal vescovo san Tiziano.
A loro succedette Grasulfo II.
A seguito della loro uccisione il fratello Grimoaldo, una volta divenuto re dei Longobardi, distrusse la città di Oderzo fino alle fondamenta e distribuì le sue terre fra gli abitanti di Cividale, Treviso e Ceneda.  